# تريادة (الطفة)

تعديل مصدري - تعديل

تريادة هي إحدى قرى عزلة القويم بمديرية الطفة التابعة لمحافظة البيضاء، بلغ تعداد سكانها 271 نسمة حسب تعداد اليمن لعام 2004.